# Іванов Станіслав Миколайович
Станіслав Миколайович Іванов (4 вересня 1948, місто Бердянськ, тепер Запорізької області) — радянський діяч, водій Читаївського лісопункту Об'ячівського ліспромгоспу виробничо-лісозаготівельного об'єднання «Прилузліс» селища Киддзавідзь Прилузького району Комі АРСР. Член ЦК КПРС у 1990—1991 роках.

## Життєпис
У 1967 році закінчив Бердянський машинобудівний технікум.
З 1967 по 1969 рік служив у Радянській армії.
Член КПРС з 1969 року.
У 1969—1974 роках — слюсар Бердянського дослідного нафтоолійного заводу; диспетчер кисневої установки Бердянського заводу дорожніх машин; майстер, слюсар шлакоблочного цеху Бердянського заводу будівельних матеріалів.
У 1974—1978 роках — слюсар, з 1978 року — водій Читаївського лісопункту Об'ячівського ліспромгоспу виробничо-лісозаготівельного об'єднання «Прилузліс» селища Киддзавідзь Прилузького району Комі АРСР
Подальша доля невідома.